# Instincts meurtriers
Pour les articles homonymes, voir Twisted (homonymie).
Pour plus de détails, voir Fiche technique et Distribution.
Instincts meurtriers ou Pistes Troubles au Québec (Twisted) est un thriller américain réalisé par Philip Kaufman et sorti en 2004.
Le film reçoit un accueil négatif dans la presse et est un échec commercial.

## Synopsis
Jessica Shephard est une brillante policière, tout juste promu comme inspectrice au sein de la division des homicides de la police de San Francisco, après avoir appréhendé le tueur en série Edmund Cutler. Jessica a jadis été élevée par l'ami et ancien partenaire de son père, le commissaire John Mills. Ce dernier lui a également servi de mentor. Jessica a par ailleurs une vie compliquée. Alcoolique et nymphomane, elle porte le fardeau de son père qui a assassiné certains des amants de sa mère avant de la tuer.
Avec son nouveau coéquipier Mike Delmarco, Jessica enquête sur le meurtre d'un homme, avec lequel elle avait eu une relation sexuelle. La jeune femme se trouve peu à peu impliquée dans une série de meurtres avec des victimes toutes passées dans son lit.

## Fiche technique
Sauf indication contraire, les informations mentionnées dans cette section peuvent être confirmées par la base de données cinématographiques IMDb,  présente dans la section « Liens externes ».
- Titre original : Twisted
- Titre français : Instincts meurtriers
- Titre québécois : Pistes troubles
- Réalisation : Philip Kaufman
- Scénario : Sarah Thorp
- Musique : Mark Isham
- Direction artistique : Thomas T. Taylor
- Décors : J. Dennis Washington
- Photographie : Peter Deming
- Costumes : Ellen Mirojnick
- Montage : Peter Boyle
- Producteurs : Barry Baeres, Anne Kopelson, Arnold Kopelson, Florina Massbaum et Linne Radmin

Coproducteurs : Sherryl Clark, Peter Kaufman
Producteurs délégués : Stephen Joel Brown, Bob DeBrino, Michael Flynn et Robyn Meisinger
- Sociétés de production : Kopelson Entertainment, Blackout Productions Inc., Harlequin Pictures, Intertainment AG et Paramount Pictures
- Sociétés de distribution : SND (France), Paramount Pictures (États-Unis)
- Budget : 50 millions de dollars[1]
- Pays de production :  États-Unis
- Langue originale : anglais
- Format : couleur
- Genre : thriller, policier
- Durée : 97 minutes
- Dates de sortie[2] :
  - États-Unis : 23 février 2004
  - France : 21 avril 2004
- Classification[3] :
  - États-Unis : R
  - France : interdit aux moins de 12 ans

## Distribution
- Ashley Judd (VF : Marjorie Frantz ; VQ : Julie Burroughs) : Jessica Shephard
- Samuel L. Jackson (VF : Thierry Desroses ; VQ : Pierre Chagnon) : John Mills
- Andy García (VF : Bernard Gabay ; VQ : Jean-Luc Montminy) : Mike Delmarco
- David Strathairn (VF : Hervé Bellon ; VQ : Luis de Cespedes) : Dr Melvin Franck
- Russell Wong (VF : Guillaume Orsat ; VQ : Manuel Tadros) : le lieutenant Tong
- Camryn Manheim (VF : Monique Thierry ; VQ : Julie Saint-Pierre) : Lisa
- Mark Pellegrino (VF : Jérôme Rebbot ; VQ : Gilbert Lachance) : Jimmy Schmidt
- Titus Welliver (VF : Stéphane Bazin ; VQ : Frédéric Paquet): Dale Becker
- D. W. Moffett (VF : Nicolas Marié ; VQ : Pierre Auger) : Ray Porter
- Richard T. Jones (VF : Bruno Dubernat ; VQ : François L'Écuyer) : Wilson Jefferson
- Leland Orser (VF : Emmanuel Jacomy ; VQ : Sylvain Hétu) : Edmund Cutler
- Joe Duer : Larry Geber

## Production
Le film s'intitule initialement Blackout puis The Blackout Murders. Philip Kaufman s'est attelé à ce film avec l'échec d'un projet de remake de Soupçons (1941) d'Alfred Hitchcock.
Le tournage a lieu à l'été 2002. Il se déroule à San Francisco (Presidio, North Beach, China Basin, Palace of Fine Arts, The Embarcadero, San Francisco War Memorial and Performing Arts Center) et sa baie, ainsi qu'à Vallejo.

## Sortie et accueil

### Critique
Le film reçoit des critiques globalement négatives. Sur l’agrégateur de critiques Rotten Tomatoes, il n'obtient que 2% d'avis favorables pour 135 critiques et une note moyenne de 3⁄10. Le consensus suivant résume les critiques compilées par le site : « Une œuvre invraisemblable et surchauffée qui gaspille un cast stellaire, Twisted est un polar cliché et ridicule ». Sur Metacritic, qui utilise une moyenne pondérée, le film obtient une note de 26⁄100 pour 34 critiques.
Sur le site AlloCiné, qui recense 15 critiques de presse, le film obtient la note moyenne de 2,3⁄5
.

### Box-office
Le film ne rencontre pas de succès au box-office : il ne récolte que 40 millions de dollars, pour un budget de 50 millions.
| Pays ou région     | Box-office      | Date d'arrêt du box-office | Nombre de semaines |
| ------------------ | --------------- | -------------------------- | ------------------ |
| États-Unis, Canada | 25 198 598 $    | 27 mai 2004                | 13                 |
| France             | 296 574 entrées | -                          | -                  |
| Total mondial      | 40 954 603 $    |                            |                    |